# 天人五衰
天人五衰，佛教用語，意指天界的天人在壽命將盡時，所出現的種種現象。五衰又有大五衰、小五衰兩種。
天人壽命很長且有大能，一動念萬般華衣美食隨處湧出。佛教認為：眾生六道十界輪迴，不會永恆存在於一界一成不變，天人壽命雖然很長可至一劫但也有盡頭，之後因疏於修行福報耗盡還要進入輪迴，墮回人間乃至地獄(三惡道)。

## 大五衰
1. 頭上華萎：頭上那華麗的髮髻，或者頭上佩戴的鮮花開始一個個凋零枯萎；
2. 不樂本座：厭倦了自己居住的地方，本來安於平穩快樂的生活，但現在開始追求危險和刺激；
3. 天衣污垢：神衣莫名的變髒，並且會把週圍的污垢都吸收過來；
4. 身體污臭：原本自然發出淡淡清香的身體出現了難聞的汗臭，並且天人還不覺得這種臭味難聞，甚至喜歡聞；
5. 腋下生汗：兩個腋下原本白嫩乾淨並且無毛，在此時突然流出肉眼可見的巨大汗珠，甚至從腋肉中長出粗大的黑毛；

天人一旦進入大五衰就命不久矣，必定會墮入六道輪迴。

## 小五衰
1. 樂聲不起：天人的喉嚨變得沙啞，突然唱不出美妙的歌聲，也不會演奏樂器了；
2. 身光微暗：身上的光圈和头週围的照臨都變暗了；
3. 浴水黏身：沐浴的時候，水會像濃稠的流體一樣黏在身上，污垢也不能被洗掉；
4. 溺妙不捨：對妙欲之境不能捨離，產生原本不存在的執著；
5. 身虛眼瞬：身體变得虛弱，眼睛中失去灵動的光芒；

處於小五衰中的天人若能懺悔改過，發大善心去幫助別人，或者相信佛法靈修的話，也会有很大的转机，是對剛剛開始過墮落生活的天人的一個提醒。

## 相关文学作品
- 三島由紀夫：《天人五衰》